# Liste der Stolpersteine in Brakel
Die Liste der Stolpersteine in Brakel enthält alle Stolpersteine, die im Rahmen des gleichnamigen Projekts von Gunter Demnig in Brakel verlegt wurden. Mit ihnen soll an Opfer des Nationalsozialismus erinnert werden, die in Brakel lebten und wirkten.

## Verlegte Stolpersteine
| Bild | Person, Inschrift | Adresse | Verlege- datum | weitere Informationen |
| --- | --- | --- | -------------- | --- |
| Stolperstein für Nathan Rothenberg, Brakel, Am Markt 5                                                                      | HIER WOHNTE NATHAN Rothenberg JG. 1876 DEPORTIERT 1942 THERESIENSTADT ERMORDET 18.3.1943                                                                  | Am Markt 5 · Das Haus musste im Rahmen der sogenannten Arisierung zwangsverkauft werden. Vor der Deportation mussten verschiedene jüdische Familien nach der Vertreibung aus ihren Häusern dort gemeinsam wohnen. · | 26. Feb. 2024  | Max Nathan Rothenberg wurde am 29.8.1876 in Brakel als Sohn von Meyer Rothenberg und dessen zweiter Frau Sara Rosenstern geboren. Er übernahm das Manufaktur- und Modewarengeschäft seines Vaters. Im Jahr 1906 heiratete er Rika Kleinstrass aus Bredenborn und hatte mit ihr die drei Kinder Margarethe (* 1907), Herta (* 1909) und Werner (* 1912). Während Werner nach Palästina emigrieren konnte und dort 1994 starb, wurden seine als Sänger bzw. Fliess verheiraten Schwestern Margarethe und Herta ebenso wie die Eltern im Nationalsozialismus ermordet. Letztere wurden am 31.7.1942 nach Theresienstadt deportiert, wo Nathan am 18.3.1943 ermordet wurde. Seine Frau Rika wurde am 15.5.1944 zur Ermordung in das Konzentrations- und Vernichtungslager Auschwitz verschleppt. |
| Stolperstein für Rika Rothenberg, Am Markt 5 in Brakel                                                                      | HIER WOHNTE RIKA ROTHENBERG GEB. KLEINSTRASS JG. 1880 DEPORTIERT 1942 THERESIENSTADT 1944 AUSCHWITZ ERMORDET                                              | Am Markt 5 · Das Haus musste im Rahmen der sogenannten Arisierung zwangsverkauft werden. Vor der Deportation mussten verschiedene jüdische Familien nach der Vertreibung aus ihren Häusern dort gemeinsam wohnen. · | 26. Feb. 2024  | Rika Rothenberg, geboren am 7.11.1888 in Bredenborn, ist die Tochter von Abraham Kleinstrass und Helena Rosenstern aus Fürstenau. Seit 1906 war sie mit Nathan Rothenberg verheiratet und hatte mit ihm drei Kinder, Margarethe (* 1907, verheiratete Sänger), Herta (* 1909, verheiratete Fliess) und Werner (* 1912). Gemeinsam mit ihrem Mann wurde sie am 31.7.1942 nach Theresienstadt deportiert und von dort am 15.5.1944 zur Ermordung nach Auschwitz. Ihre zwei Töchter wurden ebenfalls ermordet. Der Sohn konnte nach Palästina emigrieren und starb dort 1944. |
| Stolperstein für Margarethe Rothenberg, Am Markt 5 in Brakel                                                                | HIER WOHNTE MARGARETHE ROTHENBERG JG. 1907 UNFREIWILLIG VERZOGEN 1940 BERLIN DEPORTIERT 1942 THERESIENSTADT 1944 AUSCHWITZ ERMORDET                       | Am Markt 5 · Das Haus musste im Rahmen der sogenannten Arisierung zwangsverkauft werden. Vor der Deportation mussten verschiedene jüdische Familien nach der Vertreibung aus ihren Häusern dort gemeinsam wohnen. · | 26. Feb. 2024  | Margarethe (Margarete, Grete) Sänger, geb. Rothenberg am 7.11.1907 in Brakel als Tochter von Rika und Nathan Rothenberg, wurde gezwungen, Brakel zu verlassen. Sie wohnte danach in Berlin-Schöneberg und im Jüdischen Krankenhaus in Berlin-Wedding. Am 16.6.943 wurde sie von dort in das Ghetto Theresienstadt deportiert und am 9.10.1944 in Konzentrations- und Vernichtungslager Auschwitz ermordet. |
| Stolperstein für Herta Rothenberg, Am Markt 5 in Brakel                                                                     | HIER WOHNTE HERTA ROTHENBERG JG. 1909 UNFREIWILLIG VERZOGEN 1940 BERLIN DEPORTIERT 1942 THERESIENSTADT 1944 AUSCHWITZ ERMORDET                            | Am Markt 5 · Das Haus musste im Rahmen der sogenannten Arisierung zwangsverkauft werden. Vor der Deportation mussten verschiedene jüdische Familien nach der Vertreibung aus ihren Häusern dort gemeinsam wohnen. · | 26. Feb. 2024  | Herta (Hertha) Fliess, geb. Rothenberg am 7.10.1909 in Brakel als Tochter von Rika und Nathan Rothenberg und verheiratet mit Werner Fliess, wurde gezwungen, Brakel zu verlassen. Sie wohnte danach in Berlin. Am 16.6.943 wurde sie von dort in das Ghetto Theresienstadt deportiert und am 9.10.1944 in Konzentrations- und Vernichtungslager Auschwitz gebracht. Das Gedenkbuch des Bundesarchivs enthält den Eintrag, dass sie für tot erklärt wurde. |
| Stolperstein für Werner Rothenberg, Am Markt 5 in Brakel                                                                    | HIER WOHNTE WERNER ROTHENBERG JG. 1912 GEDEMÜTIGT / ENTRECHTET FLUCHT 1934 PALÄSTINA                                                                      | Am Markt 5 · Das Haus musste im Rahmen der sogenannten Arisierung zwangsverkauft werden. Vor der Deportation mussten verschiedene jüdische Familien nach der Vertreibung aus ihren Häusern dort gemeinsam wohnen. · | 26. Feb. 2024  | Werner Rothenberg wurde am 15.11.1912 geboren. Er ist der Sohn von Nathan und Rika Rothenberg. Er emigrierte nach Palästina und wohnte in Tel Aviv. |
| Stolperstein für Erich Königheim, Am Markt 10, Brakel (Kreis Höxter), Nordrhein-Westfalen, Deutschland                      | HIER WOHNTE ERICH KÖNIGHEIM JG. 1916 GEDEMÜTIGT / ENTRECHTET FLUCHT 1937 USA                                                                              | Am Markt 10 · | 26. Feb. 2024  | Erich Königheim wurde am 17.2.1916 als Sohn von Louis Königheim aus Brakel und Ida Königheim, geb. Weinberger, geboren. |
| Stolperstein für Elisabeth Königheim, Am Markt 10, Brakel (Kreis Höxter), Nordrhein-Westfalen, Deutschland                  | HIER WOHNTE ELISABETH KÖNIGHEIM JG. 1918 GEDEMÜTIGT / ENTRECHTET FLUCHT 1938 USA                                                                          | Am Markt 10 · | 26. Feb. 2024  | Elisabeth Königheim wurde am 2.6.1918 geboren und zog am 14.7.1938 aus Würzburg nach Brakel. Für September 1940 ist bei den Arolsen Archives eine Emigration dokumentiert. |
| Stolperstein für Kurt Weiler, Am Markt 10, Brakel (Kreis Höxter), Nordrhein-Westfalen, Deutschland                          | HIER WOHNTE KURT WEILER JG. 1901 GEDEMÜTIGT / ENTRECHTET UNFREIWILLIG VERZOGEN 1933 BERLIN FLUCHT 1933 SÜDAFRIKA                                          | Am Markt 10 · | 26. Feb. 2024  | Kurt/Curt Weiler wurde am 10.5.1901 in Brakel als Sohn des Kaufmanns Hermann Weiler und seiner Frau Margarete (Grete, Elsbeth) Fränkel aus Höxter geboren. Die Familie Weiler war mit den Familien Heineberg und Flechtheim für den lokalen Getreidehandel sehr wichtig. Kurt Weiler besuchte zunächst die Volksschule und der Rektoratsschule Brakel. Von 1915 bis 1917 war er Schüler Kaiser-Wilhelm-Gymnasiums in Höxter. Er wurde ein bekannter Konzertsänger (Bassbariton). In den 1920/30er Jahren lebte er in Berlin. Im November 1933 emigrierte er nach Johannisburg/Südafrika und dann weiter in die USA. Er starb am 2.6.1971 in Danbury, Fairfield, Connecticut. |
| Stolperstein für Margarethe Weiler, Am Markt 10, Brakel (Kreis Höxter), Nordrhein-Westfalen, Deutschland                    | HIER WOHNTE MARGARETE WEILER GEB. FRÄNKEL JG. 1877 UNFREIWILLIG VERZOGEN 1933 BERLIN DEPORTIERT 1942 TRANSIT-GHETTO PIASKI ERMORDET 30.6.1942 TRAWNIKI    | Am Markt 10 · | 26. Feb. 2024  | Margarete (Grete, Elsbeth) Weiler wurde am 17.12.1877 in Höxter als Tochter von Naftali Fränkel und Florentine Fränkel geboren. Ihr Sohn Kurt/Curt konnte in die USA fliehen. Sie selbst wurde zunächst nach Berlin gebracht und von dort mit dem Transport XI/7614 am 28.3.1942 nach Trawniki bei Lublin und weiter in das Ghetto Piaski. Am 30. Juni 1942 wurde sie in Trawniki ermordet. |
| Stolperstein für Otto Flechtheim in Brakel, Kreis Höxter, Westfalen, Am Thy 2                                               | HIER WOHNTE OTTO FLECHTHEIM JG. 1876 DEPORTIERT 1942 THERESIENSTADT ERMORDET 22.9.1942                                                                    | Am Thy 2 · | 26. Feb. 2024  | Otto Flechtheim wurde am 4.12.1876 in Brakel als Sohn des Getreide- und Saatguthändlers Alexander Flechtheim und seiner in Bochum geborenen Frau Helene, geb. Würzburger, geboren. Die Familie Flechtheim war mit den Familien Heineberg und Weiler im lokalen Getreidehandel führend. Er blieb ledig in Brakel. Bei der sogenannten Arisierung war er der Bevollmächtigte der Familie. Am 31.7.1942 wurde er in das Ghetto und Konzentrationslager Theresienstadt deportiert und starb dort am 22.9.1942, der Todesfallanzeige zufolge an Lungenentzündung. |
| Stolperstein für Richard Flechtheim, Am Thy 4, Brakel (Kreis Höxter), Nordrhein-Westfalen, Deutschland                      | HIER WOHNTE RICHARD FLECHTHEIM JG. 1888 VERHAFTET 1936 STRAFANSTALT WOLFENBÜTTEL FUHLSBÜTTEL TOT 18. AUG. 1939                                            | Am Thy 4 · | 26. Feb. 2024  | Richard Flechtheim wurde am 11.4.1888 in Brakel als Sohn von Alex Flechtheim und Helene Würzburger geboren. Er heiratete Elly Liebenberg und hatte mit ihr die 1918 und 1920 geborenen Söhne Alexander und Ludwig. Er starb am 18.8.1939 in der Strafanstalt Fuhlsbüttel bei Hamburg einen, so das Gedenkbuch, verfolgsbedingten Tod. Auf den Seiten des United States Holocaust Memorial Museum findet sich ein Foto von Richard und Elly Flechtheim. |
| Stolperstein für Elly Flechtheim, Am Thy 4 in Brakel                                                                        | HIER WOHNTE ELLY FLECHTHEIM GEB. LIEBENBERG JG. 1898 DEPORTIERT 1941 GHETTO RIGA ERMORDET                                                                 | Am Thy 4 · | 26. Feb. 2024  | Elly Eva (Elli) Flechtheim, geb. Liebenberg am 6. Juli 1898 in Brakel, später verh. Wertheim, wurde am 15.12.1941 von Hannover in das Ghetto Riga deportiert, von dort am 1.10.2944 in das Konzentrationslager Stutthoff. Nach dem Gedenkbuch des Bundes wurde sie für tot erklärt. Auf den Seiten des United States Holocaust Memorial Museum findet sich ein Foto von Richard und Elly Flechtheim. |
| Stolperstein für Ludwig Flechtheim, Am Thy 4, Brakel (Kreis Höxter), Nordrhein-Westfalen, Deutschland                       | HIER WOHNTE LUDWIG FLECHTHEIM JG. 1920 DEPORTIERT 1941 GHETTO MINSK 1944 KZ STUTTHOF ERMORDET                                                             | Am Thy 4 · | 26. Feb. 2024  | Ludwig Leopold Flechtheim wurde am 04. März 1920 in Brakel als Sohn von Elly Flechtheim und Richard Flechtheim geboren. Er wohnte in Brakel, Düsseldorf und Hannover-Ahlem wo er an der Israelitischen Gartenbauschule zum Gärtner ausgebildet wurde. Zur Hachschara (Vorbereitung auf die Auswanderung nach Palästina) war er im Landwerk Ahrensdorf. Nach einer Emigration in die USA wurde er ab Düsseldorf am 1.10.1941 in das Ghetto Minsk deportiert. |
| Stolperstein für Alexander Flechtheim, Am Thy 4, Brakel (Kreis Höxter), Nordrhein-Westfalen, Deutschland                    | HIER WOHNTE ALEXANDER FLECHTHEIM JG. 1918 GEDEMÜTIGT / ENTRECHTET FLUCHT 1939 ENGLAND                                                                     | Am Thy 4 · | 26. Feb. 2024  | Alexander Flechtheim wurde 7.5.1918 in Brakel als Sohn von Elly Flechtheim und Richard Flechtheim geboren. Nach dem Novemberpogrom 1938 war er im KZ Buchenwald inhaftiert. Er emigrierte in die USA und starb im September 1979 in Cincinnati, Ohio. |
| Stolperstein für Louis Königheim, Am Thy 4, Brakel (Kreis Höxter), Nordrhein-Westfalen, Deutschland                         | HIER WOHNTE LOUIS KÖNIGHEIM JG. 1880 DEPORTIERT 1942 GHETTO WARSCHAU AUSCHWITZ ERMORDET                                                                   | Am Thy 4 · | 26. Feb. 2024  | Louis Königheim wurde am 7.11.1880 in Erkeln bei Brakel geboren. Er war in Brakel Viehhändler. Nach dem Novemberpogrom 1938 wurde er bis zum 12.12.1938 in Buchenwald inhaftiert und musste danach bei der Firma Klostermann, Hamm, im Straßenbau arbeiten.Er wurde in das Konzentrations- und Vernichtungslager Auschwitz deportiert und dort ermordet. |
| Stolperstein für Ida Königheim, Am Thy 4, Brakel (Kreis Höxter), Nordrhein-Westfalen, Deutschland                           | HIER WOHNTE IDA KÖNIGHEIM GEB. WEINBERG JG. 1885 DEPORTIERT 1942 GHETTO WARSCHAU AUSCHWITZ ERMORDET                                                       | Am Thy 4 · | 26. Feb. 2024  | Ida Königheim (nach dem Gedenkbuch des Bundes Königsheim) geb. Weinberg am 12.3.1885 in Liebenau/Nienburg a. d. Weser. Sie wohnte in Brakel und wurde in das Konzentrations- und Vernichtungslager Auschwitz deportiert, wo sie ermordet wurde. |
| Stolperstein für Emma Heineberg, Am Thy 8, Brakel (Kreis Höxter), Nordrhein-Westfalen, Deutschland                          | HIER WOHNTE EMMA HEINEBERG GEB. BENDIX JG. 1879 GEDEMÜTIGT / ENTRECHTET FLUCHT 1933 ARGENTINIEN                                                           | Am Thy 8 · | 23. Apr. 2024  | Emma Heineberg wurde am 24.11.1879 in Dülmen als Emma Bendix geboren. Sie heiratete den Brakeler Julius Heineberg und wurde Mutter von Oskar und Martin Heineberg. Sie emigrierte nach Südamerika und starb 1952 in Buenos Aires. |
| Stolperstein für Oskar Heineberg, Am Thy 8, Brakel (Kreis Höxter), Nordrhein-Westfalen, Deutschland                         | HIER WOHNTE DR. OSKAR HEINEBERG JG. 1907 GEDEMÜTIGT / ENTRECHTET FLUCHT 1933 ARGENTINIEN                                                                  | Am Thy 8 · | 23. Apr. 2024  | Oskar Heineberg, geboren am 15.4.1907 in Brakel, war Sohn des Kaufmanns Julius Heineberg, Brakel, und der in Dülmen geborenen Emma Bendix. Er besuchte die Rektoratsschule in Brakel, dann das 1921 bis 1926 das Kaiser-Wilhelm-Gymnasium in Höxter. Nach dem Abitur studierte er Jura und wurde an der Universität Köln im Jahr 1930 promoviert. Er ließ sich als Anwalt in Köln nieder; im Juni 1933 wurde ihm die Zulassung entzogen. Er emigrierte mit seinem Bruder Martin zunächst nach Argentinien. In Arequipa (Peru) übernahm er eine leitende Stellung bei der Forma Moritz Hochschild.und heiratete Carmen Garcia Bustamante (* 1908 in Arequipa/Peru), mit der er drei Kinder bekam. Ab 1952 arbeitete er für Hochschild Trust in Lima (Peru). Oskar Heineberg war ein guter Musiker (Geige und Klavier) und spielte in teils von ihm selbst gegründeten Orchestervereinen. Er starb am 2.3.1994 in Lima. |
| Stolperstein für Martin Heineberg, Am Thy 8, Brakel (Kreis Höxter), Nordrhein-Westfalen, Deutschland                        | HIER WOHNTE MARTIN HEINEBERG JG. 1911 GEDEMÜTIGT / ENTRECHTET FLUCHT 1933 ARGENTINIEN                                                                     | Am Thy 8 · | 23. Apr. 2024  | Martin Heineberg, geb. 6.3.1911 in Brakel, als Sohn des Kaufmanns Julius Heineberg und seiner Frau Emma Bendix aus Dülmen. Die Familie Heineberg war mit den Familien Weiler und Flechtheim für den lokalen Getreidehandel sehr wichtig. Martin Heineberg besuchte zunächst die Rektoratsschule in Brakel und war dann Schüler des Kaiser-Wilhelm-Gymnasiums in Höxter. Er emigrierte schon im September 1933 mit seinem Bruder Oskar nach Buenos Aires in Argentinien, weil er sein Medizinstudium nicht abschließen durfte und ihm und seinem Bruder Oskar verboten wurde, gemeinsame Konzerte (Klavier und Cello) zu geben. Er arbeitete wie sein Bruder Oskar bei der Firma Hochschild (Edelmetalle) in Bolivien und Peru. Er starb im Juni 1979 während eines Besuchs bei seinem Bruder Oskar in Lima (Peru). |
| Stolperstein für Julius Lobbenberg, Schoppenstiel 3, Brakel (Kreis Höxter), Nordrhein-Westfalen, Deutschland                | HIER WOHNTE JULIUS LOBBENBERG JG. 1872 GEDEMÜTIGT / ENTRECHTET MISSHANDELT VON SA APRIL / MAI 1938 TOT AN DEN FOLGEN 29. AUG. 1938                        | Schoppenstiel 3 · | 23. Apr. 2024  | Julius Lobbenberg, geboren am 26.5.1872 in Brakel war Sohn des Viehhändlers Simon Lobbenberg und seiner Frau Bertha (Brunette) Scheideberg aus Erkeln. Wie sein Vater war er Viehhändler. Er heiratete die in Steinheim geborenen Berta Neuburger und hatte mit ihr sieben Kinder, von denen eine Tochter schon mit gut einem Jahr starb. Nach angeblich abschätzigen Äußerungen zu Schüssen auf einen SA-Führer in Erkeln wurde er im April/Mai 1933 aus dem Kino geholt, im Keller der Alten Waage in Brakel eingesperrt und die ganze Nacht über von SA-Leuten misshandelt. Er starb er am 29.8.1938 an den Folgen dieser Misshandlungen und wurde auf dem jüdischen Friedhof in Brakel begraben. Seine Kinder konnten teilweise wohl nach Kanada und England auswandern und gründeten dort eigene Familien. Der Sohn Otto (* 1914) kehrte als Soldat nach Europa zurück und fiel 1944 in Belgien. |
| Stolperstein für Berta Lobbenberg, Schoppenstiel 3, Brakel (Kreis Höxter), Nordrhein-Westfalen, Deutschland                 | HIER WOHNTE BERTA LOBBENBERG GEB. NEUBURGER JG. 1883 DEPORTIERT 1942 THERESIENSTADT 1943 AUSCHWITZ ERMORDET 6. 2. 1944                                    | Schoppenstiel 3 · | 23. Apr. 2024  | Berta Lobbenberg, geb. Neuburger war die Tochter von Hardwig Neuburger und Lina Rothenberg aus Arholzen. Ihr Geburtsjahr wird auf dem Stolperstein als 1883 angegeben, beim Forum Jacob Pins als 26.8.1882. Sie heiratete Julius Lobbenberg und hatte mit ihm sieben Kinder. Sie selbst wurde am 31.7.1942 nach Theresienstadt deportiert und von dort dann am 23.1.1943 zur Ermordung nach Auschwitz verschleppt. Ein Kind starb früh, während die anderen Kinder vermutlich nach England und Kanada auswandern konnten. Der Sohn Otto fiel, als Soldat nach Europa zurückgekehrt im Zweiten Weltkrieg. |
| Stolperstein für Albert Lobbenberg, Schoppenstiel 3, Brakel (Kreis Höxter), Nordrhein-Westfalen, Deutschland                | HIER WOHNTE ALBERT LOBBENBERG JG. 1875 DEPORTIERT 1942 THERESIENSTADT 1942 TREBLINKA ERMORDET                                                             | Schoppenstiel 3 · | 23. Apr. 2024  | Albert Lobbenberg, * 17.7.1875 in Brakel, war ein Sohn von Simon Lobbenberg, Viehhändler, und Bertha (Brunette) Scheideberg aus Erkeln. Er lebte als Viehhändler in Brakel. Am 31.7.1942 wurde er nach Theresienstadt deportiert und von dort am 23.9.1942 zur Ermordung in das Konzentrations- und Vernichtungslager Auschwitz. |
| Stolperstein für Hugo Lobbenberg, Schoppenstiel 3, Brakel (Kreis Höxter), Nordrhein-Westfalen, Deutschland                  | HIER WOHNTE HUGO LOBBENBERG JG. 1894 DEPORTIERT THERESIENSTADT AUSCHWITZ ERMORDET                                                                         | Schoppenstiel 3 · | 23. Apr. 2024  | Hugo Lobbenberg, wurde am 24.5.1894 in Brakel als Sohn des Viehhändlers Salomon Lobbenberg und seiner Frau Hedwig Lebach aus Adorf geboren. Er war Viehhändler. Im Ersten Weltkrieg war er Soldat. Nach der Rückkehr lebte er wieder in Brakel und wurde vermutlich 1942 nach Auschwitz deportiert und ermordet. |
| Stolperstein für Sigmund Hakesberg, Schoppenstiel 3, Brakel (Kreis Höxter), Nordrhein-Westfalen, Deutschland                | HIER WOHNTE SIGMUND HAKESBERG JG. 1893 DEPORTIERT 1942 GHETTO WARSCHAU AUSCHWITZ ERMORDET                                                                 | Schoppenstiel 3 · | 23. Apr. 2024  | Sigmund Hakesberg wurde am 11.2.1890 in Erkeln als Sohn von Isaak Hakesberg und dessen zweiter Frau Sara Scheideberg geboren. (Im Gegensatz zur Steininschrift geben sowohl das Bundesgedenkbuch als auch das Forum Jacob Pins 1890 als Geburtsjahr an.) Er lebte zunächst mit seiner Frau in Erkeln und zog dann nach Brakel, wo er in der Ostheimer Straße einen Hutladen eröffnete, der schon am 1.4.1933 boykottiert wurde. Nach dem Novemberpogrom 1938 wurde er bis zum 12.12.1938 in Buchenwald inhaftiert und musste danach bei der Firma Klostermann, Hamm, im Straßenbau arbeiten. Am 31.3.1942 wurde die Familie nach Warschau und dann zur Ermordung nach Auschwitz verschleppt. |
| Stolperstein für Margarete Hakesberg, Schoppenstiel 3, Brakel (Kreis Höxter), Nordrhein-Westfalen, Deutschland              | HIER WOHNTE MARGARETE HAKESBERG GEB. BUCHTAL JG. 1893 DEPORTIERT 1942 GHETTO WARSCHAU AUSCHWITZ ERMORDET                                                  | Schoppenstiel 3 · | 23. Apr. 2024  | Margarete Hakesberg wurde am 28.4.1893 als Tochter von Moses Buchthal und seiner Frau Fanni Bornheim in Brakel geboren. Mit ihrem Mann Sigmund Hakesberg lebte sie zunächst in Erkeln, später in Brakel. Sie hat mindestens einen Sohn (Günther, * 1922). Am 31.3.1942 wurde die Familie nach Warschau deportiert und später in Auschwitz ermordet. |
| Stolperstein für Günther Hakesberg, Schoppenstiel 3, Brakel (Kreis Höxter), Nordrhein-Westfalen, Deutschland                | HIER WOHNTE GÜNTHER HAKESBERG JG. 1922 DEPORTIERT 1942 GHETTO WARSCHAU AUSCHWITZ ERMORDET                                                                 | Schoppenstiel 3 · | 23. Apr. 2024  | Günther Hakesberg wurde am 5.6.1922 in Brakel geboren und war dort und in Frankfurt am Main wohnhaft. Im Jahr 1942 wurde er in das Ghetto Warschau und dann in das Konzentrations- und Vernichtungslager Auschwitz deportiert, wo er ermordet wurde. |
| Stolperstein für Samuel Sally Lefebre, Königstraße 7, Brakel (Kreis Höxter), Nordrhein-Westfalen, Deutschland               | HIER WOHNTE SAMUEL SALLY LEFEBRE JG. 1869 DEPORTIERT 1942 THERESIENSTADT ERMORDET 1943 AUSCHWITZ                                                          | Königstraße 7 · | 2024           | Samuel Sally Lefebre wurde am 27.9.1896 in Crone an der Braha im heutigen Polen geboren. Er heiratete Emma Müller (1867–1920), mit der er 4 Kinder hatte, Elsa (*8.2.1894 in Brakel; ✡nach 1941 in Auschwitz), Max, für den in Brakel ein Stolperstein liegt, Egon (*13.10.1895 in Brakel) und Walter (*26.9.1903 in Brakel), der den Nationalsozialismus überlebt hat. Er besaß ein Kolonialwarengeschäft am Markt in Brakel. In zweiter Ehe war er mit Alma, geb. Neuburger, verheiratet, mit der er die Tochter Eva hatte (*7.7.1924 in Brakel; ✡ 18.9.1942 in Auschwitz). |
| Stolperstein für Alma Lefebre geb. Neuburger, Königstraße 7, Brakel (Kreis Höxter), Nordrhein-Westfalen, Deutschland        | HIER WOHNTE ALMA LEFEBRE GEB. NEUBURGER JG. 1888 DEPORTIERT 1942 THERESIENSTADT ERMORDET 1943 AUSCHWITZ                                                   | Königstraße 7 · | 2024           | Alma Neuburger wurde am 6.2.1888 in Steinheim als Tochter von Hardwig Neuburger und Lina Rothenberg geboren. Sie war mit Samuel Lefebre verheiratet und hatte mit ihm die Tochter Eva. Am 31.7.1942 wurde sie mit einem von Münster ausgehenden Transport in das Ghetto Theresienstadt deportiert und von dort am 23. Januar 1943 in das Konzentrations- und Vernichtungslager Auschwitz, wo sie ermordet wurde. |
| Stolperstein für Max Lefebre, Königstraße 7, Brakel (Kreis Höxter), Nordrhein-Westfalen, Deutschland                        | HIER WOHNTE MAX LEFEBRE JG. 1898 VERHAFTET 1939 FUHLSBÜTTEL 1939 KZ SACHSENHAUSEN DEPORTIERT 1944 THERESIENSTADT, AUSCHWITZ KZ DACHAU ERMORDET 21.12.1944 | Königstraße 7 · | 2024           | Max Lefebre wurde am 4.8.1898 in Brakel geboren. Er lebte in Hamburg, wo er als Verkäufer und Handelsgehilfe arbeitete. Er war verheiratet und hatte eine Tochter, Ina. 1838 wurde er verhaftet und in das Konzentrationslager Fuhlsbüttel gebracht wurde. Nach Überstellungen in verschiedene Konzentrationslager wurde er im Konzentrationslager Dachau ermordet. Auch in Hamburg-Mitte (Hamm) liegt ein Stolperstein für ihn. |
| Stolperstein für Michael Aron, Ostheimer Straße 14, Brakel (Kreis Höxter), Nordrhein-Westfalen, Deutschland                 | HIER WOHNTE MICHAEL ARON JG. 1884 DEPORTIERT AUSCHWITZ ERMORDET                                                                                           | Ostheimer Straße 14 · Im Hinterhaus des Gebäudes Ostheimer Straße 14 befand sich die Synagoge. · | 2024           | Michael Aron wurde am 5.4.1894 in Kempen geboren. Weitere Information zu ihm ist nicht bekannt. Bei den Arolsen Archives wird er als Max Aron geführt, von Alex Bernstein als Michael Aron. Im Gedenkbuch des Bundes und im Archiv von Yad Vashem findet sich kein Eintrag zu ihm. |
| Stolperstein für Elsa Aron geb. Lefebre, Ostheimer Straße 14, Brakel (Kreis Höxter), Nordrhein-Westfalen, Deutschland       | HIER WOHNTE ELSA ARON GEB. LEFEBRE JG. 1894 DEPORTIERT AUSCHWITZ ERMORDET                                                                                 | Ostheimer Straße 14 · Im Hinterhaus des Gebäudes Ostheimer Straße 14 befand sich die Synagoge. · | 2024           | Elsa Aron wurde am 8.2.1894 in Brakel als Tochter des Kaufmanns Samuel (Sally) Lefebre und dessen erster Frau Emma Müller aus Herleshausen geboren. Sie heiratete Michael (Max) Aron (* 5.4.1894 in Kempen) und lebte mit ihm in Berlin, wo am 28.7.1921 die Tochter Ursula (Ursel, verh. Kruck) geboren wurde. Elsa Aron kehrte mit der Tochter nach Brakel zurück. Dort wurde am 16.7.1923 ihr Sohn Egon geboren. Elsa Aron wurde vermutlich am 31.3.1942 mit ihrem Sohn nach Warschau deportiert und in Auschwitz ermordet. Die Tochter war schon vorher nach England emigriert. |
| Stolperstein für Egon Aron, Ostheimer Straße 7, Brakel (Kreis Höxter), Nordrhein-Westfalen, Deutschland                     | HIER WOHNTE EGON ARON JG. 1923 DEPORTIERT AUSCHWITZ ERMORDET                                                                                              | Ostheimer Straße 14 · Im Hinterhaus des Gebäudes Ostheimer Straße 14 befand sich die Synagoge. · | 2024           | Egon Aron wurde am 16.7.1923 in Brakel als Sohn von Michael (Max) Aron und der in Brakel geborenen Elsa Lefebre geboren. In Brakel besuchte er die Volks- und Rektoratsschule. Danach war er Schüler der Jüdischen Bezirksschule in Bad Nauheim und wohnte in Frankfurt. Zu einem unbekannten Zeitpunkt kehrte er nach Brakel zurück. Er wurde vermutlich am 31.3.1942 mit seiner Mutter nach Warschau deportiert und in Auschwitz ermordet. |
| Stolperstein für Ursel Aron, Ostheimer Straße 14, Brakel (Kreis Höxter), Nordrhein-Westfalen, Deutschland                   | HIER WOHNTE URSEL ARON JG. 1921 FLUCHT 1936 ENGLAND | Ostheimer Straße 14 · Im Hinterhaus des Gebäudes Ostheimer Straße 14 befand sich die Synagoge. · | 2024           | Ursel Aron wurde am 28.7.1921 in Berlin als Tochter von Michael (Max) Aron und der in Brakel geborenen Elsa Lefebre geboren. Sie floh 1936 nach England, wo sie später als Ursula Kruck lebte. |
| Stolperstein für Olga Buchtal, Ostheimer Straße 14, Brakel (Kreis Höxter), Nordrhein-Westfalen, Deutschland                 | HIER WOHNTE OLGA BUCHTAL JG. 1888 DEPORTIERT 1942 AUSCHWITZ ERMORDET                                                                                      | Ostheimer Straße 14 · Im Hinterhaus des Gebäudes Ostheimer Straße 14 befand sich die Synagoge. · | 2024           | Olga Buchtal oder Buchthal wurde am 30.11.1888 in Brakel als Tochter von Moses Buchthal und seiner Frau Fanni Bornheim geboren. Sie wuchs mit vier Geschwistern auf und lebte unverheiratet in Brakel. Zusammen der Familie ihrer verheirateten Schwester Margarete Hakesberg, für die in Brakel ein Stolperstein in der Straße Am Schoppenstiel 3 liegt, wurde sie vermutlich am 31.3.1942 nach Warschau deportiert und in Auschwitz ermordet. Auch ihre Schwester Emmy/Emmi verh. Levy/Leven, wohnhaft in Solingen, wurde ermordet, während der Bruder Erich auswandern konnte. |
| Stolperstein für Julius Neuburger, Ostheimer Straße 14, Brakel (Kreis Höxter), Nordrhein-Westfalen, Deutschland             | HIER WOHNTE JULIUS NEUBURGER JG. 1880 SCHUTZHAFT 1938 KZ BUCHENWALD ERMORDET 3.12.1928                                                                    | Ostheimer Straße 14 · Im Hinterhaus des Gebäudes Ostheimer Straße 14 befand sich die Synagoge. · | 2024           | Julius Neuburger wurde am 15.7.1880 in Steinheim als Sohn von Hardwig Neuburger und Lina Rothenberg aus Brakel geboren. Er wohnte in Brakel. Nach der Pogromnacht vom 9. auf den 10.11.1938 wurde er in das Konzentrationslager Buchenwald deportiert und dort am 3.12.1938 ermordet. Für seine Schwester Alma, verh. Lefebre, liegt ein Stolperstein in der Königstraße 7 in Brakel. |
| Stolperstein für Simon Heinemann, Hanekamp 13, Brakel (Kreis Höxter), Nordrhein-Westfalen, Deutschland                      | HIER WOHNTE SIMON HEINEMANN JG. 1882 FLUCHT 1935 HOLLAND INTERNIERT 1943 WESTERBORK DEPORTIERT AUSCHWITZ ERMORDET 10.9.1943                               | Hanekamp 13 · | 29. Nov. 2024  | Simon Heinemann wurde am 30.3.1882 in Brakel geboren. Er heiratete Helene Israels/Israel und hatte mit ihr drei Kinder, Ingeborg, *27.3.1915, Gerda, *11.8.1916, und Hans Rudolf, *17.8.1921. Er floh am 18.11.1935 in die Niederlande. Vom 30.1.1943 bis 7.11.1943 war er im Durchgangslager Westerbork inhaftiert. Von dort wurde er am 7.9. in das Konzentrations- und Vernichtungslager Auschwitz deportiert und dort am 10.9.1943 ermordet. |
| Stolperstein für Helene Heinemann, Hanekamp 13, Brakel (Kreis Höxter), Nordrhein-Westfalen, Deutschland                     | HIER WOHNTE HELENE HEINEMANN JG. 1882 GEB. ISRAEL FLUCHT 1935 HOLLAND INTERNIERT 1943 WESTERBORK DEPORTIERT AUSCHWITZ ERMORDET 10.9.1943                  | Hanekamp 13 · | 29. Nov. 2024  | Helene Israels/Israel wurde am 8.1.1889 in Wien geboren. Sie heiratete Simon Heinemann aus Brakel und hatte mit ihm drei Kinder, Ingeborg, *27.3.1915, Gerda, *11.8.1916, und Hans Rudolf, *17.8.1921. Sie floh am 18.11.1935 nach Utrecht in die Niederlande. Vom 30.1.1943 bis 7.9.1943 war sie im Durchgangslager Westerbork inhaftiert. Von dort wurde sie in das Konzentrations- und Vernichtungslager Auschwitz deportiert und dort am 10.9.1943 ermordet. Die Tochter Ingeborg, verh. Heimann, später verh. Wallheimer, überlebte in den Niederlanden. Die Tochter Gerda war im Konzentrationslager Ravensbrück inhaftiert, überlebte und heiratete später (Gerda Sigmond). |
| Stolperstein für Hans Rudolf Heinemann, Hanekamp 13, Brakel (Kreis Höxter), Nordrhein-Westfalen, Deutschland                | HIER WOHNTE HANS RUDOLF HEINEMANN JG. 1921 FLUCHT 1935 HOLLAND INTERNIERT 1942 WESTERBORK DEPORTIIERT AUSCHWITZ ERMORDET 30.9.1942                        | Hanekamp 13 · | 29. Nov. 2024  | Hans Rudolf Heinemann wurde am 17.8.1921 in Brakel als Sohn von Simon Heinemann und Helene Israels geboren. Er floh am 18.11.1935 nach Holland und wohnte dort in Utrecht. Nach einer Inhaftierung im Durchgangslager Westerbork wurde er in das Konzentrations- und Vernichtungslager Auschwitz deportiert und dort am 30.9.1942 ermordet. |
| Stolperstein für Amalie Joosten, geb. Heinemann, Hanekamp 13, Brakel (Kreis Höxter), Nordrhein-Westfalen, Deutschland       | HIER WOHNTE AMALIE JOOSTEN GEB. HEINEMANN JG. 1888 FLUCHT 1933 HOLLAND DEPORTIERT 1942 AUSCHWITZ ERMORDET 26.10.1942                                      | Hanekamp 13 · | 29. Nov. 2024  | Amalie Heinemann wurde am 18.11.1888 in Brakel geboren. Sie war eine Schwester von Simon Heinemann und heiratete den in den Niederlanden geborenen Joost Joosten, mit dem sie mehrere Kinder hatte, die in Lippstadt geboren wurden (Albert, 9.1.1912–31.1.1943; Hilde, verh. Blok, 2.9.1915–12.10.192; Juliane, verh. Levie, 4.7.1918–7.5.1943, Werner, 8.6.1919–25.2.1945). Sie emigrierte am 27.9.1933 in die Niederlande. Nach einer Inhaftierung im Durchgangslager Westerbork wurde sie in das Konzentrations- und Vernichtungslager Auschwitz deportiert und dort am 26.10.1942 ermordet. |
| Stolperstein für Rika Joosten, geb. Heinemann, Hanekamp 13, Brakel (Kreis Höxter), Nordrhein-Westfalen, Deutschland         | HIER WOHNTE RIKA JOOSTEN GEB. HEINEMANN JG. 1892 FLUCHT HOLLAND INTERNIERT 1943 WESTERBORK DEPORTIERT SOBIBOR ERMORDET 21.5.1943                          | Hanekamp 13 · | 29. Nov. 2024  | Rika Heinemann wurde am 17.51892 in Brakel geboren. Sie war eine Schwester von Simon Heinemann und heiratete Hessel Joosten, mit dem sie (mindestens) die in Lippstadt geborenen Kinder Arno (6.5.1917–27.3.1944), Hanna (6.12.1918– 5.11.1942) und Resi (7.1.1920–5.11.1942) und vermutlich Kurt (16.4.1921–13.8.1944) hatte. Sie emigrierte in die Niederlande. Nach einer Inhaftierung im Durchgangslager Westerbork wurde sie in das Konzentrations- und Vernichtungslager Sobibor gebracht, wo sie am 21.5.1943 ermordet wurde. |
| Stolperstein für Siegmund Löwi, Warburger Straße 10, Brakel (Kreis Höxter), Nordrhein-Westfalen, Deutschland                | HIER WOHNTE SIEGMUND LÖWI JG. 1881 FLUCHT 1933 USA | Warburger Straße 10 · | 19. Nov. 2024  | Siegmund Löwi, geb. 1881, war Viehhändler in Brakel und mit Klara, geb. Levinstein verheiratet, mit der er die Kinder Herbert Siegfried und Ilse hatte. Sein Haus musste 1939 im Zuge der sog. Arisierung zwangsverkauft werden. |
| Stolperstein für Klara Löwi geb. Levinstein, Warburger Straße 10, Brakel (Kreis Höxter), Nordrhein-Westfalen, Deutschland   | HIER WOHNTE KLARA LÖWI GEB. LEVINSTEIN JG. 1883 FLUCHT 1883 USA                                                                                           | Warburger Straße 10 · | 19. Nov. 2024  | Klara Levinstein wurde am 18.8.1883 in Sontra als drittes von 9 Kindern des Ehepaars Simon Levinstein und Bertha Freudenthal geboren. Sie heiratete am 2.6.1907 den in Brakel ansässigen Viehhändler Siegmund Löwi und hatte mit ihm die Kinder Herbert Siegfried und Ilse. Sie starb vermutlich 1945 in Monmouth County, New Jersey, USA. |
| Stolperstein für Herbert Siegfried Löwi, Warburger Straße 10, Brakel (Kreis Höxter), Nordrhein-Westfalen, Deutschland       | HIER WOHNTE HERBERT SIEGFRIED LÖWI JG. 1909 FLUCHT 1937 USA                                                                                               | Warburger Straße 10 · | 19. Nov. 2024  | Herbert Siegfried Löwi wurde am 20.4.1909 in Brakel als Sohn des Viehhändlers Siegmund Löwi und seiner Frau Klara Levinstein geboren. Er besuchte die Volks- und Realschule in Brakel und war von 1921 bis 1924 Schüler des Kaiser-Wilhelm-Gymnasiums in Höxter. Er beendete das Gymnasium, um einen praktischen Beruf zu erlernen. Am 23.5.1937 emigrierte er nach Atlanta in den USA. Später lebte er in Monmouth/New Jersey. Er starb am 1.12.1959 in Atlanta. |
| Stolperstein für Ilse Löwi, verh. Sichel, Warburger Straße 10, Brakel (Kreis Höxter), Nordrhein-Westfalen, Deutschland      | HIER WOHNTE ILSE LÖWI VERH. SICHEL JG. 1908 FLUCHT USA | Warburger Straße 10 · | 19. Nov. 2024  | Ilse Löwi, verheiratete Sichel, wurde am 8.3.1908 in Brakel als Tochter des Viehhändlers Siegmund Löwi und seiner Frau Klara Levinstein geboren. Sie floh in die USA und starb dort vermutlich im Jahr 1994. |
| Stolperstein für Friedrich Weiler, Am Gänseanger 5, Brakel (Kreis Höxter), Nordrhein-Westfalen, Deutschland                 | HIER WOHNTE FRIEDRICH WEILER JG. 1875 UNFREIWILLIG VERZOGEN 1936 BERLIN DEPORTIERT 1942 THERESIENSTADT 1942 TREBLINKA ERMORDET                            | Am Gänseanger 5 · | 13. Nov. 2024  | Friedrich oder Fritz Weiler wurde am 11. April 1875 als Sohn von Moses Weiler und Mathilde Kalmann in Brakel geboren. Er war Kaufmann in Frankfurt am Main, wo er Ella Ederheimer heiratete und seine zwei Kinder Carl L. und Mathilde geboren wurden und zog auf Wunsch seines Vaters zurück nach Brakel, wo er auf Wunsch des Vaters in die Firma Weiler, Heineberg & Flechtheim A.G. eintrat und die noch heute existierende Villa am Gänseanger 5 erbaute. 1936 wurde die Firma arisiert und die Villa musste verkauft werden. Er zog nach Berlin in die Lynarstraße 11. Der Versuch zu emigrieren scheiterte. Er wurde am 8.7.1942 von Berlin aus in das Ghetto Theresienstadt deportiert und von dort am 19.9.1942 in das Vernichtungslager Treblinka, wo er 1942 ermordet wurde. Eine ausführliche Biographie und ein Foto finden sich auf der Seite der Stolpersteine in Berlin, wo in Charlottenburg ein Stolperstein für ihn liegt. |
| Stolperstein für Ella Weiler geb. Ederheimer, Am Gänseanger 5, Brakel (Kreis Höxter), Nordrhein-Westfalen, Deutschland      | HIER WOHNTE ELLA WEILER GEB. EDERHEIMER JG. 1879 UNFREIWILLIG VERZOGEN 1936 BERLIN DEPORTIERT 1942 THERESIENSTADT 1942 TREBLINKA ERMORDET                 | Am Gänseanger 5 · | 13. Nov. 2024  | Ella Ederheimer, verh. Weiler, wurde am 14. Dezember 1879 in Frankfurt a. Main als Tochter von Samuel und Pauline Ederheimer geboren. Dort heiratete sie den in Brakel geborenen Friedrich Löwi und bekam mit ihm die Kinder Mathilde und Carl L. Auf Wunsch ihres Schwiegervaters gingen sie 1906 zurück nach Brakel. 1936 wurde die dortige Familienfirma arisiert und die von Weilers gebaute Villa musste verkauft werden. Ella und Friedrich Weiler zogen nach Berlin in die Lynarstraße 11. Der Versuch zu emigrieren scheiterte. Sie wurde am 8.7.1942 von Berlin aus in das Ghetto Theresienstadt deportiert und von dort am 19.9.1942 in das Vernichtungslager Treblinka, wo sie 1942 ermordet wurde. Mehr Information zu ihr und ein Foto findet man auf der Seite der Stolpersteine in Berlin, wo auch ein Stolperstein für sie liegt. |
| Stolperstein für Carl L. Weiler, Am Gänseanger 5, Brakel (Kreis Höxter), Nordrhein-Westfalen, Deutschland                   | HIER WOHNTE CARL L. WEILER JG. 1904 UNFREIWILLIG VERZOGEN 1936 BERLIN FLUCHT USA                                                                          | Am Gänseanger 5 · | 13. Nov. 2024  | Carl Ludwig Weiler (ursprünglich wohl Karl Ludwig), geb. am 31.7.1904 in Frankfurt am Main. Er besuchte von 1918 bis 1922 das Kaiser-Wilhelm-Gymnasium in Höxter. Er studierte Jura in Freiburg und Breslau und promovierte im Fach. 1933 wurde er beisitzender Richter in Berlin, aber aufgrund der diskriminierenden Rassegesetzgebung der Nationalsozialisten wieder entlassen und kehrte nach Brakel zurück.Von 1936 bis 1937 lebte er in Berlin, betrieb von dort aus die erzwungene Liquidation der Firma seines Vaters und floh dann nach Baltimore. Carl, der seinen Eltern 1936 nach Berlin gefolgt war, lebte bis zu seiner Emigration Ende 1937 in der Lietzenburger Straße 5. Von dort aus betrieb er die Liquidation der Firma Weiler, Heineberg & Flechtheim A.G. In den USA heiratete er die ebenfalls geflohene Minna Kaufmann. Carl Weiler starb am 27.4.1988 in Baltimore, Maryland. Seine zwei Töchter Judy Gartner und Susan Oberfeld aus Baltimore/USA wohnten der Stolpersteinverlegung in Brakel bei. Das United States Holocaust Memorial Museum verwahrt in der Carl Weiler and Mina Kaufmann Weiler families collection mehrere Gegenstände, die Carl L. Weiler bei seiner Flucht in die USA mitnahm. Auf der Seite findet sich noch weitere biographische Information zu ihm. Auf der Webseite des Jacob-Pins-Forums existiert ein Foto von Carl Weiler. |
| Stolperstein für Mathilde Weiler, Am Gänseanger 5, Brakel (Kreis Höxter), Nordrhein-Westfalen, Deutschland                  | HIER WOHNTE MATHILDE WEILER VERH. FODOR JG. 1908 FLUCHT 1934 UNGARN DEPORTIERT 1944 ZWANGSARBEIT LICHTENWÖRTH ERMORDET                                    | Am Gänseanger 5 · | 13. Nov. 2024  | Mathilde Weiler wurde am 25. oder 29.12.1908 in Frankfurt am Main geboren. Sie zog noch als Kind mit ihren Eltern nach Brakel. Sie heiratete József Fodor, mit dem sie in Budapest lebte und den gemeinsamen Sohn Karoly Sandor (Charles S., *14.7.1936) hatte. Im November 1944 wurde Mathilde Fodor aus Budapest deportiert und izur Zwangsarbeit eingesetzt, vermutlich auch im Lager Lichtenwörth in Österreich. Sie starb Ende 1944 oder Anfang 1945, eventuell an Typhus und Unterernährung; genaue Information dazu konnte nicht ermittelt werden. Ihr Sohn und ihr Mann überlebten; der Sohn emigrierte in die USA. Die Datenbank von Yad Vashem enthält ein Foto von Mathilde Fodor. Familienunterlagen von Mann und Sohn lagern im United States Holocaust Memorial Museum. |
| Stolperstein für Salli Liebenberg, Bahnhofstraße 6, Brakel (Kreis Höxter), Nordrhein-Westfalen, Deutschland                 | HIER WOHNTE SALLI LIEBENBERG JG. 1871 FLUCHT 1938 SÜDAFRIKA                                                                                               | Bahnhofstraße 6 · | 30. Juli 2025  | Salli Liebenberg wurde am 28.7.1871 in Lippoldsberg bei Kassel als Sohn des Ehepaars Levi und Fanny Liebenberg, geb. Rosenstein, geboren. Er wohnte seit April 1890 in Brakel. Mit seiner Ehefrau Margarete führte er ein Manufakturwarengeschäft. Sie hatten vier Kinder, Erich, Walter, Hildegard und Hedwig. Salli und Margarethe Liebenberg flohen im Juli 1939 nach Johannesburg in Südafrika. Dort starb er vermutlich im Jahr 1947. Salli Liebenberg war Mitglied im Elternbeirat der Schule Brede. Bei der Staatsanwaltschaft Hamburg liegen Dokumente zu einer Abwesenheitspflegschaft über Umzugsgut, das Salli Liebenberg von Deutschland nach Südafrika zu bringen versuchte, was aber nicht gelang. |
| Stolperstein für Margarete Liebenberg, geb. Blank, Bahnhofstraße 6, Brakel (Kreis Höxter), Nordrhein-Westfalen, Deutschland | HIER WOHNTE MARGARETE LIEBENBERG GEB. BLANK JG. 1884 FLUCHT 1938 SÜDAFRIKA                                                                                | Bahnhofstraße 6 · | 30. Juli 2025  | Margarete Blank wurde am 21.2.1884 in Witten an der Ruhr geboren. Mit ihrem Mann Salli Liebenberg führte sie in Brakel ein Manufakturwarengeschäft. Sie hatten vier Kinder, Erich, Walter, Hildegard und Hedwig. Salli und Margarete Liebenberg flohen im Juli 1939 nach Johannesburg in Südafrika. Dort starb sie vermutlich im Jahr 1970. |
| Stolperstein für Walter David Liebenberg, Bahnhofstraße 6, Brakel (Kreis Höxter), Nordrhein-Westfalen, Deutschland          | HIER WOHNTE WALTER DAVID LIEBENBERG JG. 1908 FLUCHT 1936 SÜDAFRIKA                                                                                        | Bahnhofstraße 6 · | 30. Juli 2025  | Walter David Liebenberg, geboren am 18.6.1908 in Brakel als Sohn von Salli Liebenberg und Margarete Liebenberg, geb. Blank. Er spielte, wie auch Dr. Oskar Heineberg und Martin Heineberg im Orchesterverein Brakel. Er floh 1936 nach Johannesburg. Er starb vermutlich 1986. |
| Stolperstein für Hildegard Liebenberg, Bahnhofstraße 6, Brakel (Kreis Höxter), Nordrhein-Westfalen, Deutschland             | HIER WOHNTE HILDEGARD LIEBENBERG VERH. WERTHEIMER JG. 1910 FLUCHT 1939 USA                                                                                | Bahnhofstraße 6 · | 30. Juli 2025  | Hildegard Liebenberg wurde am 27.5.1910 in Brakel als Tochter von Salli und Margarete Liebenberg, geb. Blank, geboren. Sie heiratete und führte danach den Namen Wertheimer. 1939 floh sie in die USA. Später heiratete sie dort Max Gilden, Sie starb am 22.11.2002 und ist in Randallstown, Baltimore, Maryland unter dem Namen Hilda Gilden begraben. |
| Stolperstein für Hedwig Liebenberg, Bahnhofstraße 6, Brakel (Kreis Höxter), Nordrhein-Westfalen, Deutschland                | HIER WOHNTE HEDWIG LIEBENBERG VERH. STRAUSS JG. 1912 FLUCHT 1936 USA                                                                                      | Bahnhofstraße 6 · | 30. Juli 2025  | Hedwig Liebenberg wurde am 28.9.1912 in Brakel als Tochter von Salli Liebenberg und Margarete Liebenberg, geb. Blank, geboren. Sie heiratete Ernest W. Strauss aus Marburg. Sie floh 1939 in die USA und starb dort am 24.3.1999 in Chicago, Illinois. |
| Stolperstein für Erich Liebenberg, Bahnhofstraße 6, Brakel (Kreis Höxter), Nordrhein-Westfalen, Deutschland                 | HIER WOHNTE ERICH LIEBENBERG JG. 1907 FLUCHT 1939 USA | Bahnhofstraße 6 · | 30. Juli 2025  | Erich Levi Liebenberg, geboren am 27.5.1907 in Brakel als Sohn von Salli Liebenberg und Margarete Liebenberg, geb. Blank. Er floh mit seiner Frau Minna, geb. Bähr, im Jahre 1939 nach London bzw. die USA. Er starb am 20.3.1987 und ist auf dem Friedhof von Colma, San Mateo County, Kalifornien, begraben. |
| Stolperstein für Minna Liebenberg, geb. Bähr, Bahnhofstraße 6, Brakel (Kreis Höxter), Nordrhein-Westfalen, Deutschland      | HIER WOHNTE MINNA LIEBENBERG GEB. BÄHR JG. 1906 FLUCHT 1939 USA                                                                                           | Bahnhofstraße 6 · | 30. Juli 2025  | Minna, auch Mina, Bähr wurde am 10.10.1906 geboren. Sie heiratete Erich Levi Liebenberg und floh mit ihm 1939 in die USA. Sie starb am 10.5.2001 und ist auf dem Friedhof von Colma, San Mateo County, Kalifornien, begraben. |